# Бренешть (комуна, Димбовіца)
Бренешть, Бренешті (рум. Brănești) — комуна у повіті Димбовіца в Румунії. До складу комуни входять такі села (дані про населення за 2002 рік):
- Бренешть (3330 осіб)
- Прібою (956 осіб)

Комуна розташована на відстані 85 км на північний захід від Бухареста, 13 км на північ від Тирговіште, 69 км на південь від Брашова.

## Населення
За даними перепису населення 2002 року у комуні проживали 9245 осіб.
Національний склад населення комуни:
| Національність | Кількість осіб | Відсоток |
| -------------- | -------------- | -------- |
| румуни         | 9242           | > 99,9%  |
| цигани         | 1              | < 0,1%   |
| болгари        | 1              | < 0,1%   |
| поляки         | 1              | < 0,1%   |

Рідною мовою назвали:
| Мова       | Кількість осіб | Відсоток |
| ---------- | -------------- | -------- |
| румунська  | 9242           | > 99,9%  |
| німецька   | 1              | < 0,1%   |
| болгарська | 1              | < 0,1%   |
| польська   | 1              | < 0,1%   |

Склад населення комуни за віросповіданням:
| Релігія            | Кількість осіб | Відсоток |
| ------------------ | -------------- | -------- |
| православні        | 9078           | 98,2%    |
| лютерани           | 57             | 0,6%     |
| адвентисти         | 30             | 0,3%     |
| п'ятдесятники      | 13             | 0,1%     |
| баптисти           | 10             | 0,1%     |
| бретрени           | 9              | 0,1%     |
| римо-католики      | 4              | < 0,1%   |
| реформати          | 2              | < 0,1%   |
| греко-католики     | 1              | < 0,1%   |
| унітарії           | 1              | < 0,1%   |
| не вказали релігію | 1              | < 0,1%   |

## Зовнішні посилання
- Дані про комуну Бренешть на сайті Ghidul Primăriilor [Архівовано 9 червня 2012 у Wayback Machine.]